# Кубок Карьяла 2020
Кубок Карьяла 2020 -  первый из четырёх этапов Еврохоккейтура. На турнире выступали 4 команды: Россия, Финляндия, Швеция, Чехия. Турнир проходил в Финляндии с 5 по 8 ноября 2020 года.

#### Турнирная таблица
| М | Сборная   | И | В | ВО | ВБ | П | ПО | ПБ | ШЗ | ШП | РШ | О |
| - | --------- | - | - | -- | -- | - | -- | -- | -- | -- | -- | - |
| 1 | Россия    | 3 | 2 | 0  | 1  | 0 | 0  | 0  | 11 | 3  | +8 | 8 |
| 2 | Чехия     | 3 | 2 | 0  | 0  | 1 | 0  | 0  | 5  | 4  | +1 | 6 |
| 3 | Финляндия | 3 | 1 | 0  | 0  | 2 | 0  | 0  | 5  | 10 | -5 | 3 |
| 4 | Швеция    | 3 | 0 | 0  | 0  | 2 | 0  | 1  | 4  | 8  | -3 | 1 |

Пояснение: М — место, И — игры, В — выиграно, ВО — выиграно в овертайме, ВБ — выиграно по буллитам, П — проиграно, ПО — проиграно в овертайме, ПБ — проиграно по буллитам, ШЗ — шайб забито, ШП — шайб пропущено, РШ — разница шайб, О — очки.

#### Матчи турнира
| 5 ноября 2020 15:30 | Чехия | 3:1 (2:0, 1:0, 0:1) | Швеция | Хартвалл Арена Зрителей: матч прошёл без |

| Отчёт | Отчёт                         | Отчёт                                                | Отчёт                      | Отчёт                                                       |
| --- | ----------------------------- | ---------------------------------------------------- | -------------------------- | ----------------------------------------------------------- |
| |                               |                                                      |                            |                                                             |
| | Патрик Бартошак - 00:00-60:00 | Вратари                                              | 00:00-57:07 - Никлас Рубин | Судьи: Риикка Бряндер (Финляндия) Ааро Бряннаре (Финляндия) |
| | Голы:                         |                                                      |                            | Судьи: Риикка Бряндер (Финляндия) Ааро Бряннаре (Финляндия) |
| Филип Гронек (Андрей Нестрашил, Гинек Зогорна) (бол.) - 16:34 Гинек Зогорна (Андрей Нестрашил, Филип Гронек) (бол.) - 18:18 Якуб Галвас (Шимон Странски, Ян Мышак) - 26:56 | 1:0 2:0 3:0 3:1               | Макс Фриберг (Антон Ведин, Андреас Вингерли) - 41:44 |                            | Судьи: Риикка Бряндер (Финляндия) Ааро Бряннаре (Финляндия) |
| |                               |                                                      |                            | Судьи: Риикка Бряндер (Финляндия) Ааро Бряннаре (Финляндия) |
| |                               |                                                      |                            | Судьи: Риикка Бряндер (Финляндия) Ааро Бряннаре (Финляндия) |
| |                               |                                                      |                            | Судьи: Риикка Бряндер (Финляндия) Ааро Бряннаре (Финляндия) |
| 6 мин | Штраф                         | 6 мин                                                |                            | Судьи: Риикка Бряндер (Финляндия) Ааро Бряннаре (Финляндия) |
| |                               |                                                      |                            |                                                             |
| |                               |                                                      |                            |                                                             |

| 5 ноября 2020 19:30 | Россия | 6:2 (3:0, 2:1, 1:1) | Финляндия | Хартвалл Арена Зрителей: 2224 |

| Отчёт | Отчёт                           | Отчёт                                                                             | Отчёт                        | Отчёт                                                              |
| --- | ------------------------------- | --------------------------------------------------------------------------------- | ---------------------------- | ------------------------------------------------------------------ |
| |                                 |                                                                                   |                              |                                                                    |
| | Ярослав Аскаров - 00:00-60:00   | Вратари                                                                           | 00:00-60:00 - Оскари Сетянен | Судьи: Микко Каукокари ([Финляндия]) Сякяри Суоминен ([Финляндия]) |
| | Голы:                           |                                                                                   |                              | Судьи: Микко Каукокари ([Финляндия]) Сякяри Суоминен ([Финляндия]) |
| Родион Амиров - 01:42 Марат Хуснутдинов (Даниил Чайка) - 11:21 Илья Сафонов (Василий Подколзин, Егор Афанасьев) - 16:53 Даниил Чайка (Егор Афанасьев, Василий Подколзин) (4x3) - 35:47 Егор Чинахов (Илья Сафонов,Максим Грошев) -38:20 Егор Афанасьев (Шакир Мухамадуллин, Семён Чистяков) (бол.) - 52:01 | 1:0 2:0 3:0 3:1 4:1 5:1 5:2 6:2 | Эльмери Эронен (Юкка Пельтола) - 22:33 Ере Саллинен (Валттери Кемиляйнен) - 40:46 |                              | Судьи: Микко Каукокари ([Финляндия]) Сякяри Суоминен ([Финляндия]) |
| |                                 |                                                                                   |                              | Судьи: Микко Каукокари ([Финляндия]) Сякяри Суоминен ([Финляндия]) |
| |                                 |                                                                                   |                              | Судьи: Микко Каукокари ([Финляндия]) Сякяри Суоминен ([Финляндия]) |
| |                                 |                                                                                   |                              | Судьи: Микко Каукокари ([Финляндия]) Сякяри Суоминен ([Финляндия]) |
| 22 мин | Штраф                           | 25 мин                                                                            |                              | Судьи: Микко Каукокари ([Финляндия]) Сякяри Суоминен ([Финляндия]) |
| |                                 |                                                                                   |                              |                                                                    |
| | 26                              | Броски                                                                            | 19                           |                                                                    |

| 7 ноября 2020 14:30 | Швеция | 1:2 (Б) (0:0, 0:0, 1:1, 0:0, 0:1) | Россия | Хартвалл Арена Зрителей: матч прошёл без |

| Отчёт                                                 | Отчёт                        | Отчёт                                                                       | Отчёт                                                       | Отчёт                                                          |
| ----------------------------------------------------- | ---------------------------- | --------------------------------------------------------------------------- | ----------------------------------------------------------- | -------------------------------------------------------------- |
|                                                       |                              |                                                                             |                                                             |                                                                |
|                                                       | Самуэль Эрссон - 00:00-60:00 | Вратари                                                                     | 00:00-58:14 - Ярослав Аскаров 58:49-65:00 - Ярослав Аскаров | Судьи: Микко Каукокари ([Финляндия]) Йоонас Кова ([Финляндия]) |
|                                                       | Голы:                        |                                                                             |                                                             | Судьи: Микко Каукокари ([Финляндия]) Йоонас Кова ([Финляндия]) |
| Антон Ведин (Андреас Вингерли, Йеспер Фрёден) - 55:13 | 1:0 1:1 1:2                  | Родион Амиров (Василий Подколзин) (6x5) - 58:49 Василий Подколзин (буллиты) |                                                             | Судьи: Микко Каукокари ([Финляндия]) Йоонас Кова ([Финляндия]) |
|                                                       |                              |                                                                             |                                                             | Судьи: Микко Каукокари ([Финляндия]) Йоонас Кова ([Финляндия]) |
|                                                       |                              |                                                                             |                                                             | Судьи: Микко Каукокари ([Финляндия]) Йоонас Кова ([Финляндия]) |
|                                                       |                              |                                                                             |                                                             | Судьи: Микко Каукокари ([Финляндия]) Йоонас Кова ([Финляндия]) |
| 6 мин                                                 | Штраф                        | 8 мин                                                                       |                                                             | Судьи: Микко Каукокари ([Финляндия]) Йоонас Кова ([Финляндия]) |
|                                                       |                              |                                                                             |                                                             |                                                                |
|                                                       |                              |                                                                             |                                                             |                                                                |

| 7 ноября 2020 18:30 | Финляндия | 0:2 (0:1, 0:1, 0:0) | Чехия | Хартвалл Арена Зрителей: 2412 |

| Отчёт | Отчёт                       | Отчёт                                                                                                | Отчёт                           | Отчёт                                                          |
| ----- | --------------------------- | --- | ------------------------------- | -------------------------------------------------------------- |
|       |                             | |                                 |                                                                |
|       | Сами Раяниеми - 00:00-58:32 | Вратари                                                                                              | 00:00-60:00 - Доминик Граховина | Судьи: Кристиан Викман (Финляндия) Ласси Хейккинен (Финляндия) |
|       | Голы:                       | |                                 | Судьи: Кристиан Викман (Финляндия) Ласси Хейккинен (Финляндия) |
|       | 0:1 0:2                     | Андрей Нестрашил (Гинек Зогорна, Якуб Галвас) - 12:28 Ян Ордош (Михал Моравчик, Якуб Галвас) - 20:31 |                                 | Судьи: Кристиан Викман (Финляндия) Ласси Хейккинен (Финляндия) |
|       |                             | |                                 | Судьи: Кристиан Викман (Финляндия) Ласси Хейккинен (Финляндия) |
|       |                             | |                                 | Судьи: Кристиан Викман (Финляндия) Ласси Хейккинен (Финляндия) |
|       |                             | |                                 | Судьи: Кристиан Викман (Финляндия) Ласси Хейккинен (Финляндия) |
| 2 мин | Штраф                       | 10 мин                                                                                               |                                 | Судьи: Кристиан Викман (Финляндия) Ласси Хейккинен (Финляндия) |
|       |                             | |                                 |                                                                |
|       | 24                          | Броски                                                                                               | 31                              |                                                                |

| 8 ноября 2020 14:30 | Чехия | 0:3 (0:1, 0:2, 0:0) | Россия | Хартвалл Арена Зрителей: матч прошёл без |

| Отчёт | Отчёт                      | Отчёт | Отчёт                         | Отчёт                                                      |
| ----- | -------------------------- | --- | ----------------------------- | ---------------------------------------------------------- |
|       |                            | |                               |                                                            |
|       | Лукаш Паржик - 00:00-60:00 | Вратари | 00:00-60:00 - Ярослав Аскаров | Судьи: Кристиан Викман (Финляндия) Йоонас Кова (Финляндия) |
|       | Голы:                      | |                               | Судьи: Кристиан Викман (Финляндия) Йоонас Кова (Финляндия) |
|       | 0:1 0:2 0:3                | Родион Амиров (Егор Чинахов, Даниил Чайка) (бол.) - 18:04 Егор Чинахов (Илья Сафонов) - 20:27 Егор Афанасьев (Василий Подколзин, Шакир Мухамадуллин) - 28:55 |                               | Судьи: Кристиан Викман (Финляндия) Йоонас Кова (Финляндия) |
|       |                            | |                               | Судьи: Кристиан Викман (Финляндия) Йоонас Кова (Финляндия) |
|       |                            | |                               | Судьи: Кристиан Викман (Финляндия) Йоонас Кова (Финляндия) |
|       |                            | |                               | Судьи: Кристиан Викман (Финляндия) Йоонас Кова (Финляндия) |
| 8 мин | Штраф                      | 2 мин |                               | Судьи: Кристиан Викман (Финляндия) Йоонас Кова (Финляндия) |
|       |                            | |                               |                                                            |
|       | 29                         | Броски | 30                            |                                                            |

| 8 ноября 2020 18:30 | Финляндия | 3:2 (0:0, 1:2, 2:0) | Швеция | Хартвалл Арена Зрителей: 3214 |

| Отчёт | Отчёт                       | Отчёт                                                                                                  | Отчёт                      | Отчёт                                                          |
| --- | --------------------------- | --- | -------------------------- | -------------------------------------------------------------- |
| |                             | |                            |                                                                |
| | Сами Раяниеми - 00:00-60:00 | Вратари                                                                                                | 00:00-58:04 - Никлас Рубин | Судьи: Ласси Хейккинен (Финляндия) Микко Каукокари (Финляндия) |
| | Голы:                       | |                            | Судьи: Ласси Хейккинен (Финляндия) Микко Каукокари (Финляндия) |
| Алекси Саарела (Ере Саллинен, Вили Саариярви) - 34:10 Вили Саариярви (Юкка Пельтола, Отто Карвинен) - 49:25 Валттери Кемиляйнен (Ере Иннала, Ээмели Суоми) (бол.) - 57:16 | 0:1 0:2 1:2 2:2 3:2         | Макс Фриберг (Йон Нюберг, Линус Элунд) - 20:18 Леон Бристедт (Даниэль Заар, Антон Ведин) (бол.)- 21:01 |                            | Судьи: Ласси Хейккинен (Финляндия) Микко Каукокари (Финляндия) |
| |                             | |                            | Судьи: Ласси Хейккинен (Финляндия) Микко Каукокари (Финляндия) |
| |                             | |                            | Судьи: Ласси Хейккинен (Финляндия) Микко Каукокари (Финляндия) |
| |                             | |                            | Судьи: Ласси Хейккинен (Финляндия) Микко Каукокари (Финляндия) |
| 14 мин | Штраф                       | 6 мин                                                                                                  |                            | Судьи: Ласси Хейккинен (Финляндия) Микко Каукокари (Финляндия) |
| |                             | |                            |                                                                |
| | 19                          | Броски                                                                                                 | 17                         |                                                                |

## Чемпион
| Победитель кубка Карьяла 2020 |
| Россия Девятый титул          |